# Seznam medailistů na mistrovství světa v krasobruslení – sportovní dvojice
Toto je seznam medailistů na mistrovství světa v krasobruslení sportovních dvojic, řazený chronologicky. Mistrovství světa v krasobruslení jsou pořádána už od roku 1896, avšak až od roku 1908 byla zavedena soutěž sportovních dvojic. Konají se každoročně, se dvěma delšími přestávkami v době světových válek a s jedním přerušením v roce 1961, kdy bylo mistrovství zrušeno v reakci na leteckou nehodu.

## Medailisté
| Rok       | Místo                                  | Zlato                                            | Stříbro                                          | Bronz                                     |                                        |
| --------- | -------------------------------------- | ------------------------------------------------ | ------------------------------------------------ | ----------------------------------------- | -------------------------------------- |
| MS 1908   | Petrohrad                              | Anna Hübler Heinrich Burger                      | Phyllis Johnson James H. Johnson                 | Lidia Popova A. L. Fischer                |                                        |
| MS 1909   | Stockholm                              | Phyllis Johnson James H. Johnson                 | Valborg Lindahl Nils Rosenius                    | Gertrud Ström Richard Johansson           |                                        |
| MS 1910   | Berlín                                 | Anna Hübler Heinrich Burger                      | Ludowika Eilers Walter Jakobsson                 | Phyllis Johnson James H. Johnson          |                                        |
| MS 1911   | Vídeň                                  | Ludowika Jakobssonová-Eilersová Walter Jakobsson | nebyla udělena                                   | nebyla udělena                            |                                        |
| MS 1912   | Manchester                             | Phyllis Johnson James H. Johnson                 | Ludowika Jakobssonová-Eilersová Walter Jakobsson | Alexia Schøien Yngvar Bryn                |                                        |
| MS 1913   | Stockholm                              | Helene Engelmann Karl Mejstrik                   | Ludowika Jakobssonová-Eilersová Walter Jakobsson | Christa von Szabó Leo Horwitz             |                                        |
| MS 1914   | Svatý Mořic                            | Ludowika Jakobssonová-Eilersová Walter Jakobsson | Helene Engelmann Karl Mejstrik                   | Christa von Szabó Leo Horwitz             |                                        |
| 1915–1921 | Neuskutečnilo se – První světová válka | Neuskutečnilo se – První světová válka           | Neuskutečnilo se – První světová válka           | Neuskutečnilo se – První světová válka    |                                        |
| MS 1922   | Davos                                  | Helene Engelmann Alfred Berger                   | Ludowika Jakobssonová-Eilersová Walter Jakobsson | Margaret Metzner Paul Metzner             |                                        |
| MS 1923   | Oslo                                   | Ludowika Jakobssonová-Eilersová Walter Jakobsson | Alexia Bryn-Schøien Yngvar Bryn                  | Elna Henrikson Kaj af Ekström             |                                        |
| MS 1924   | Manchester                             | Helene Engelmann Alfred Berger                   | Ethel Muckelt John F. Page                       | Elna Henrikson Kaj af Ekström             |                                        |
| MS 1925   | Vídeň                                  | Herma Szabo Ludwig Wrede                         | Andreé Joly-Brunet Pierre Brunet                 | Lilly Scholz Otto Kaiser                  |                                        |
| MS 1926   | Berlín                                 | Andreé Joly-Brunet Pierre Brunet                 | Lilly Scholz Otto Kaiser                         | Herma Szabo Ludwig Wrede                  |                                        |
| MS 1927   | Vídeň                                  | Herma Szabo Ludwig Wrede                         | Lilly Scholz Otto Kaiser                         | Eliška Hoppeová Oskar Hoppe               |                                        |
| MS 1928   | Londýn                                 | Andreé Joly-Brunet Pierre Brunet                 | Lilly Scholz Otto Kaiser                         | Melitta Brunner Ludwig Wrede              |                                        |
| MS 1929   | Budapešť                               | Lilly Scholz Otto Kaiser                         | Melitta Brunner Ludwig Wrede                     | Olga Orgonista Sándor Szalay              |                                        |
| MS 1930   | New York                               | Andreé Joly-Brunet Pierre Brunet                 | Melitta Brunner Ludwig Wrede                     | Beatrix Loughran Sherwin Badger           |                                        |
| MS 1931   | Berlín                                 | Emília Rotter László Szollás                     | Olga Orgonista Sándor Szalay                     | Idi Papez Karl Zwack                      |                                        |
| MS 1932   | Montréal                               | Andreé Joly-Brunet Pierre Brunet                 | Emília Rotter László Szollás                     | Beatrix Loughran Sherwin Badger           |                                        |
| MS 1933   | Stockholm                              | Emília Rotter László Szollás                     | Idi Papez Karl Zwack                             | Randi Bakke-Gjertsen Christen Christensen |                                        |
| MS 1934   | Helsinky                               | Emília Rotter László Szollás                     | Idi Papez Karl Zwack                             | Maxi Herber Ernst Baier                   |                                        |
| MS 1935   | Budapešť                               | Emília Rotter László Szollás                     | Ilse Pausin Erich Pausin                         | Lucy Gallo Rezso Dillinger                |                                        |
| MS 1936   | Paříž                                  | Maxi Herber Ernst Baier                          | Ilse Pausin Erich Pausin                         | Violet Cliff Leslie Cliff                 |                                        |
| MS 1937   | Londýn                                 | Maxi Herber Ernst Baier                          | Ilse Pausin Erich Pausin                         | Violet Cliff Leslie Cliff                 |                                        |
| MS 1938   | Berlín                                 | Maxi Herber Ernst Baier                          | Ilse Pausin Erich Pausin                         | Ilse Koch Gunther Noack                   |                                        |
| MS 1939   | Budapešť                               | Maxi Herber Ernst Baier                          | Ilse Pausin Erich Pausin                         | Ilse Koch Gunther Noack                   |                                        |
| 1940–1946 | Neuskutečnilo se – Druhá světová válka | Neuskutečnilo se – Druhá světová válka           | Neuskutečnilo se – Druhá světová válka           | Neuskutečnilo se – Druhá světová válka    |                                        |
| MS 1947   | Stockholm                              | Micheline Lannoy Pierre Baugniet                 | Karol Kennedy Peter Kennedy                      | Suzanne Diskeuve Edmond Verbustel         |                                        |
| MS 1948   | Davos                                  | Micheline Lannoy Pierre Baugniet                 | Andrea Kékesy Ede Király                         | Suzanne Morrow Wallace Diestelmeyer       |                                        |
| MS 1949   | Paříž                                  | Andrea Kékesy Ede Király                         | Karol Kennedy Peter Kennedy                      | Ann Davies Carleton Hoffner               |                                        |
| MS 1950   | Londýn                                 | Karol Kennedy Peter Kennedy                      | Jennifer Nicks John Nicks                        | Marianna Nagy László Nagy                 |                                        |
| MS 1951   | Milan                                  | Ria Baran Paul Falk                              | Karol Kennedy Peter Kennedy                      | Jennifer Nicks John Nicks                 |                                        |
| MS 1952   | Paříž                                  | Ria Baran Paul Falk                              | Karol Kennedy Peter Kennedy                      | Jennifer Nicks John Nicks                 |                                        |
| MS 1953   | Davos                                  | Jennifer Nicks John Nicks                        | Frances Dafoe Norris Bowden                      | Marianna Nagy László Nagy                 |                                        |
| MS 1954   | Oslo                                   | Frances Dafoe Norris Bowden                      | Silvia Grandjean Michel Grandjean                | Sissy Schwarz Kurt Oppelt                 |                                        |
| MS 1955   | Vídeň                                  | Frances Dafoe Norris Bowden                      | Sissy Schwarz Kurt Oppelt                        | Marianna Nagy László Nagy                 |                                        |
| MS 1956   | GaPa                                   | Sissy Schwarz Kurt Oppelt                        | Frances Dafoe Norris Bowden                      | Marika Kilius Franz Ningel                |                                        |
| MS 1957   | Colorado Springs                       | Barbara Wagner Robert Paul                       | Marika Kilius Franz Ningel                       | Maria Jelinek Otto Jelinek                |                                        |
| MS 1958   | Paříž                                  | Barbara Wagner Robert Paul                       | Věra Suchánková Zdeněk Doležal                   | Maria Jelinek Otto Jelinek                |                                        |
| MS 1959   | Colorado Springs                       | Barbara Wagner Robert Paul                       | Marika Kilius Hans-Jürgen Bäumler                | Nancy Ludington Ronald Ludington          |                                        |
| MS 1960   | Vancouver                              | Barbara Wagner Robert Paul                       | Maria Jelinek Otto Jelinek                       | Marika Kilius Hans-Jürgen Bäumler         |                                        |
| 1961      | Zrušeno po nehodě letu Sabena 548      | Zrušeno po nehodě letu Sabena 548                | Zrušeno po nehodě letu Sabena 548                | Zrušeno po nehodě letu Sabena 548         |                                        |
| MS 1962   | Praha                                  | Maria Jelinek Otto Jelinek                       | Ljudmila Bělousovová Oleg Protopopov             | Margret Göbl Franz Ningel                 |                                        |
| MS 1963   | Cortina d'Ampezzo                      | Marika Kilius Hans-Jürgen Bäumler                | Ljudmila Bělousovová Oleg Protopopov             | Taťjana Žuková Alexandr Gavrilov          |                                        |
| MS 1964   | Dortmund                               | Marika Kilius Hans-Jürgen Bäumler                | Ljudmila Bělousovová Oleg Protopopov             | Debbi Wilkes Guy Revell                   |                                        |
| MS 1965   | Colorado Springs                       | Ljudmila Bělousovová Oleg Protopopov             | Vivian Joseph Ronald Joseph                      | Taťjana Žuková Alexandr Gorelik           |                                        |
| MS 1966   | Davos                                  | Ljudmila Bělousovová Oleg Protopopov             | Taťjana Žuková Alexandr Gorelik                  | Cynthia Kauffman Ronald Kauffman          |                                        |
| MS 1967   | Vídeň                                  | Ljudmila Bělousovová Oleg Protopopov             | Margot Glockshuber Wolfgang Danne                | Cynthia Kauffman Ronald Kauffman          |                                        |
| MS 1968   | Ženeva                                 | Ljudmila Bělousovová Oleg Protopopov             | Taťjana Žuková Alexandr Gorelik                  | Cynthia Kauffman Ronald Kauffman          |                                        |
| MS 1969   | Colorado Springs                       | Irina Rodninová Alexej Ulanov                    | Tamara Moskvinová Alexej Mišin                   | Ljudmila Bělousovová Oleg Protopopov      |                                        |
| MS 1970   | Lublaň                                 | Irina Rodninová Alexej Ulanov                    | Ljudmila Smirnovová Andrej Surajkin              | Heidemarie Steiner Heinz-Ulrich Walther   |                                        |
| MS 1971   | Lyon                                   | Irina Rodninová Alexej Ulanov                    | Ljudmila Smirnovová Andrej Surajkin              | JoJo Starbuck Kenneth Shelley             |                                        |
| MS 1972   | Calgary                                | Irina Rodninová Alexej Ulanov                    | Ljudmila Smirnovová Andrej Surajkin              | JoJo Starbuck Kenneth Shelley             |                                        |
| MS 1973   | Bratislava                             | Irina Rodninová Alexandr Zajcev                  | Ljudmila Smirnovová Alexej Ulanov                | Manuela Groß Uwe Kagelmann                |                                        |
| MS 1974   | Mnichov                                | Irina Rodninová Alexandr Zajcev                  | Ljudmila Smirnovová Alexej Ulanov                | Romy Kermer Rolf Österreich               |                                        |
| MS 1975   | Colorado Springs                       | Irina Rodninová Alexandr Zajcev                  | Romy Kermer Rolf Österreich                      | Manuela Groß Uwe Kagelmann                |                                        |
| MS 1976   | Göteborg                               | Irina Rodninová Alexandr Zajcev                  | Romy Kermer Rolf Österreich                      | Irina Vorobjovová Alexandr Vlasov         |                                        |
| MS 1977   | Tokio                                  | Irina Rodninová Alexandr Zajcev                  | Irina Vorobjovová Alexandr Vlasov                | Tai Babilonia Randy Gardner               |                                        |
| MS 1978   | Ottawa                                 | Irina Rodninová Alexandr Zajcev                  | Manuela Mager Uwe Bewersdorf                     | Tai Babilonia Randy Gardner               |                                        |
| MS 1979   | Vídeň                                  | Tai Babilonia Randy Gardner                      | Marina Čerkasovová Sergej Šachraj                | Sabine Baeß Tassilo Thierbach             |                                        |
| MS 1980   | Dortmund                               | Marina Čerkasovová Sergej Šachraj                | Manuela Mager Uwe Bewersdorf                     | Marina Pestovová Stanislav Leonovič       |                                        |
| MS 1981   | Hartford                               | Irina Vorobjovová Igor Lisovskij                 | Sabine Baeß Tassilo Thierbach                    | Christina Riegel Andreas Nischwitz        |                                        |
| MS 1982   | Kodaň                                  | Sabine Baeß Tassilo Thierbach                    | Marina Pestovová Stanislav Leonovič              | Caitlin Carruthers Peter Carruthers       |                                        |
| MS 1983   | Helsinky                               | Jelena Valovová Oleg Vasiljev                    | Sabine Baeß Tassilo Thierbach                    | Barbara Underhill Paul Martini            |                                        |
| MS 1984   | Ottawa                                 | Barbara Underhill Paul Martini                   | Jelena Valovová Oleg Vasiljev                    | Sabine Baeß Tassilo Thierbach             |                                        |
| MS 1985   | Tokio                                  | Jelena Valovová Oleg Vasiljev                    | Larisa Selezňovová Oleg Makarov                  | Katherina Matousek Lloyd Eisler           |                                        |
| MS 1986   | Ženeva                                 | Jekatěrina Gordějevová Sergej Griňkov            | Jelena Valovová Oleg Vasiljev                    | Cynthia Coull Mark Rowsom                 |                                        |
| MS 1987   | Cincinnati                             | Jekatěrina Gordějevová Sergej Griňkov            | Jelena Valovová Oleg Vasiljev                    | Jill Watson Peter Oppegard                |                                        |
| MS 1988   | Budapešť                               | Jelena Valovová Oleg Vasiljev                    | Jekatěrina Gordějevová Sergej Griňkov            | Larisa Selezňovová Oleg Makarov           |                                        |
| MS 1989   | Paříž                                  | Jekatěrina Gordějevová Sergej Griňkov            | Cindy Landry Lyndon Johnston                     | Jelena Bečke Děnis Petrov                 |                                        |
| MS 1990   | Halifax                                | Jekatěrina Gordějevová Sergej Griňkov            | Isabelle Brasseur Lloyd Eisler                   | Natalja Miškuťonoková Artur Dmitrijev     |                                        |
| MS 1991   | Mnichov                                | Natalja Miškuťonoková Artur Dmitrijev            | Isabelle Brasseur Lloyd Eisler                   | Natasha Kuchiki Todd Sand                 |                                        |
| MS 1992   | Oakland                                | Natalja Miškuťonoková Artur Dmitrijev            | Radka Kovaříková René Novotný                    | Isabelle Brasseur Lloyd Eisler            |                                        |
| MS 1993   | Praha                                  | Isabelle Brasseur Lloyd Eisler                   | Mandy Wötzel Ingo Steuer                         | Jevgenija Šiškovová Vadim Naumov          |                                        |
| MS 1994   | Čiba                                   | Jevgenija Šiškovová Vadim Naumov                 | Isabelle Brasseur Lloyd Eisler                   | Marina Jelcovová Andrej Buškov            |                                        |
| MS 1995   | Birmingham                             | Radka Kovaříková René Novotný                    | Jevgenija Šiškovová Vadim Naumov                 | Jenni Meno Todd Sand                      |                                        |
| MS 1996   | Edmonton                               | Marina Jelcovová Andrej Buškov                   | Mandy Wötzel Ingo Steuer                         | Jenni Meno Todd Sand                      |                                        |
| MS 1997   | Lausanne                               | Mandy Wötzel Ingo Steuer                         | Marina Jelcovová Andrej Buškov                   | Oxana Kazakovová Artur Dmitrijev          |                                        |
| MS 1998   | Minneapolis                            | Jelena Berežná Anton Sicharulidze                | Jenni Meno Todd Sand                             | Peggy Schwarz Mirko Müller                |                                        |
| MS 1999   | Helsinky                               | Jelena Berežná Anton Sicharulidze                | Šen Süe Čao Chung-po                             | Dorota Zagórska Mariusz Siudek            |                                        |
| MS 2000   | Nice                                   | Marija Petrovová Alexej Tichonov                 | Šen Süe Čao Chung-po                             | Sarah Abitbol Stéphane Bernadis           |                                        |
| MS 2001   | Vancouver                              | Jamie Salé David Pelletier                       | Jelena Běrežná Anton Sicharulidze                | Šen Süe Čao Chung-po                      |                                        |
| MS 2002   | Nagano                                 | Šen Süe Čao Chung-po                             | Taťjana Toťmjaninová Maxim Marinin               | Kyoko Ina John Zimmerman                  |                                        |
| MS 2003   | Washington                             | Šen Süe Čao Chung-po                             | Taťjana Toťmjaninová Maxim Marinin               | Marija Petrovová Alexej Tichonov          |                                        |
| MS 2004   | Dortmund                               | Taťjana Toťmjaninová Maxim Marinin               | Šen Süe Čao Chung-po                             | Pang Qing Tong Jian                       |                                        |
| MS 2005   | Moskva                                 | Taťjana Toťmjaninová Maxim Marinin               | Marija Petrovová Alexej Tichonov                 | Zhang Dan Zhang Hao                       |                                        |
| MS 2006   | Calgary                                | Pang Qing Tong Jian                              | Zhang Dan Zhang Hao                              | Marija Petrovová Alexej Tichonov          |                                        |
| MS 2007   | Tokio                                  | Šen Süe Čao Chung-po                             | Pang Qing Tong Jian                              | Aljona Savčenková Robin Szolkowy          |                                        |
| MS 2008   | Göteborg                               | Aljona Savčenková Robin Szolkowy                 | Zhang Dan Zhang Hao                              | Jessica Dubé Bryce Davison                |                                        |
| MS 2009   | Los Angeles                            | Aljona Savčenková Robin Szolkowy                 | Zhang Dan Zhang Hao                              | Juko Kavagutiová Alexandr Smirnov         |                                        |
| MS 2010   | Turín                                  | Pang Qing Tong Jian                              | Aljona Savčenková Robin Szolkowy                 | Juko Kavagutiová Alexandr Smirnov         |                                        |
| MS 2011   | Moskva                                 | Aljona Savčenková Robin Szolkowy                 | Taťjana Volosožarová Maxim Traňkov               | Pang Qing Tong Jian                       |                                        |
| MS 2012   | Nice                                   | Aljona Savčenková Robin Szolkowy                 | Taťjana Volosožarová Maxim Traňkov               | Narumi Takahashi Mervin Tran              |                                        |
| MS 2013   | London                                 | Taťjana Volosožarová Maxim Traňkov               | Aljona Savčenková Robin Szolkowy                 | Meagan Duhamelová Eric Radford            |                                        |
| MS 2014   | Saitama                                | Aljona Savčenková Robin Szolkowy                 | Xenija Stolbovová Fjodor Klimov                  | Meagan Duhamelová Eric Radford            |                                        |
| MS 2015   | Šanghaj                                | Meagan Duhamelová Eric Radford                   | Pang Qing Tong Jian                              | Sui Wenjing Han Cong                      |                                        |
| MS 2016   | Boston                                 | Meagan Duhamelová Eric Radford                   | Sui Wenjing Han Cong                             | Aljona Savčenková Bruno Massot            |                                        |
| MS 2017   | Helsinky                               | Sui Wenjing Han Cong                             | Aljona Savčenková Bruno Massot                   | Jevgenija Tarasovová Vladimir Morozov     |                                        |
| MS 2018   | Milán                                  | Aljona Savčenková Bruno Massot                   | Jevgenija Tarasovová Vladimir Morozov            | Vanessa Jamesová Morgan Ciprès            |                                        |
| MS 2019   | Saitama                                | Sui Wenjing Han Cong                             | Jevgenija Tarasovová Vladimir Morozov            | Natalja Zabijako Alexandr Enbert          |                                        |
| MS 2020   | Montréal                               | Zrušeno v důsledku pandemie covidu-19.           | Zrušeno v důsledku pandemie covidu-19.           | Zrušeno v důsledku pandemie covidu-19.    | Zrušeno v důsledku pandemie covidu-19. |
| MS 2021   | Stockholm                              | Anastasija Mišinová Alexandr Galljamov           | Sui Wenjing Han Cong                             | Alexandra Bojkovová Dmitrij Kozlovskij    |                                        |
| MS 2022   | Montpellier                            | Alexa Knierimová Brandon Frazier                 | Riku Miuraová Ryuichi Kihara                     | Vanessa Jamesová Eric Radford             |                                        |
| MS 2023   | Saitama                                | Riku Miuraová Ryuichi Kihara                     | Alexa Knierimová Brandon Frazier                 | Sara Contiová Niccolò Macii               |                                        |
| MS 2024   | Montréal                               | Deanna Stellato-Dudek Maxime Deschamps           | Riku Miuraová Ryuichi Kihara                     | Minerva Fabienne Hase Nikita Volodin      |                                        |
| MS 2025   | Boston                                 | Riku Miuraová Ryuichi Kihara                     | Minerva Fabienne Hase Nikita Volodin             | Sara Contiová Niccolò Macii               |                                        |